# Mikola Bajan
Mikola Platonovici Bajan (în ucraineană Микола Платонович Бажан) (n. 26 septembrie 1904 – d. 23 noiembrie 1983) a fost poet ucrainean avangardist.

## Operă
- 1926: Patrula 17 ("17-й патруль");
- 1938: Tați și fii ("Батќй й синий");
- 1939: Mamă ("Мати");
- 1939: Versuri gruzine ("Gruzinskie stihi");
- 1943: Caietul de la Stalingrad ("Stalingradskii zošit");
- 1957: Mickiewicz la Odesa ("Mickevič v Odesse");
- Clădiri ("Будівлі");
- Zbor prin furtună ("Політ крізь бурю").

Bajan a tradus din Rustaveli, Pușkin, Maiakovski.
A editat ziarul Za Radiansku Ukrainu.